# U 75 (U-Boot, 1916)
U 75 war ein diesel-elektrisches Minen-U-Boot des Kriegsauftrags „E“ der deutschen Kaiserlichen Marine. Es kam im Ersten Weltkrieg zum Einsatz. Einer Mine von U 75 wird der Untergang der Hampshire zugeschrieben, bei dem der britische Kriegsminister, Lord Kitchener, ums Leben kam.

## Besonderheit der Bewaffnung und Motorisierung
Die Hauptaufgabe von U 75 war das Legen der Seeminen, von denen bis zu 38 Stück im Bootsinneren transportiert werden konnten. Sie wurden über zwei Auslassrohre im Bootsheck verlegt. Es handelte sich somit nicht primär um ein U-Boot für Torpedoangriffe. Es war verglichen mit anderen Hochsee-U-Booten relativ schwach motorisiert. Selbst die Überwassergeschwindigkeit blieb im einstelligen Bereich. Die Torpedobewaffnung diente lediglich zur Selbstverteidigung.

## Einsätze
U 75 lief am 30. Januar 1916 bei der Vulcan-Werft in Hamburg vom Stapel und wurde am 26. März 1916 in Dienst gestellt. Das U-Boot wurde im Juni 1916 der I. U-Boot-Flottille zugeordnet. Die Kommandanten des U-Bootes waren Kapitänleutnant Kurt Beitzen (26. März 1916 bis 1. Mai 1917) und Kapitänleutnant Fritz Schmolling (2. Mai 1917 bis 13. Dezember 1917).
U 75 führte während des Ersten Weltkrieges acht Operationen im östlichen Nordatlantik und im Nordmeer durch. Dabei wurden neun Handelsschiffe mit einer Gesamttonnage von 13.618 BRT versenkt. Zudem wurde, als erstes und größtes Schiff, der britische Panzerkreuzer Hampshire mit 10.850 BRT versenkt. Der Kreuzer sank am 5. Juni 1916 westlich der Orkneyinseln in stürmischer See, nachdem er auf eine Mine gelaufen war. Es wird angenommen, dass die Mine von U 75 stammte. U 75 hatte in diesen Gewässern Ende Mai 1916 Minen ausgelegt. Unter den mehr als 600 Todesopfern befand sich der britische Kriegsminister, Lord Kitchener, der sich in diplomatischer Mission nach Russland eingeschifft hatte. Um Kitcheners Tod ranken sich diverse Verschwörungstheorien. Danach soll Kitchener das Opfer eines Mordkomplotts irischer Separatisten oder britischer Widersacher geworden sein. Plausibler ist jedoch, dass die deutsche Marine aufgrund eines entschlüsselten britischen Funkspruchs von Sicherungsmaßnahmen westlich von Orkney wusste und daraus auf ein bevorstehendes Sonderunternehmen schloss. U 75 soll daraufhin zum Minenlegen in ebendieses Seegebiet dirigiert worden sein.
U 75 verminte außerdem einen Schifffahrtsweg am Eingang des Weißen Meeres. Dadurch sanken unter anderem die Frachtschiffe Etton und Kovda. Der britische Marine-Trawler Arctic Prince wurde beschädigt.

## Verbleib
Am 13. Dezember 1917 wurde U 75 von zwei Minensuchbooten durch die Minenfelder um Helgoland zum Auslaufweg „Gelb“ eskortiert. Nachdem die Suchboote den Frachter Nordstern in Empfang genommen hatten, fuhr das U-Boot alleine weiter. Kurz darauf lief U 75 nördlich von Terschelling auf eine Mine. Ein Teil der Besatzung ging an Deck und schoss Signalraketen ab, die auf der Nordstern gesehen wurden. Als das Schiff umgekehrt war und den Untergangsort des U-Bootes (53° 59′ N, 5° 24′ O) erreicht hatte, konnten noch acht Besatzungsmitglieder gerettet werden. Unter den Überlebenden befand sich der Kommandant, Kapitänleutnant Schmolling. Es gibt Hinweise darauf, dass die Mine von dem britischen U-Boot E51 gezielt in den vermeintlich sicheren Auslaufweg gelegt worden war. Durch eine solche Mine war am 29. November 1917 bereits das deutsche U-Boot UB 61 gesunken. Der Propeller von U 75 ist heutzutage im Marine-Ehrenmal Laboe zu besichtigen.